# 2007年一级方程式间谍争议

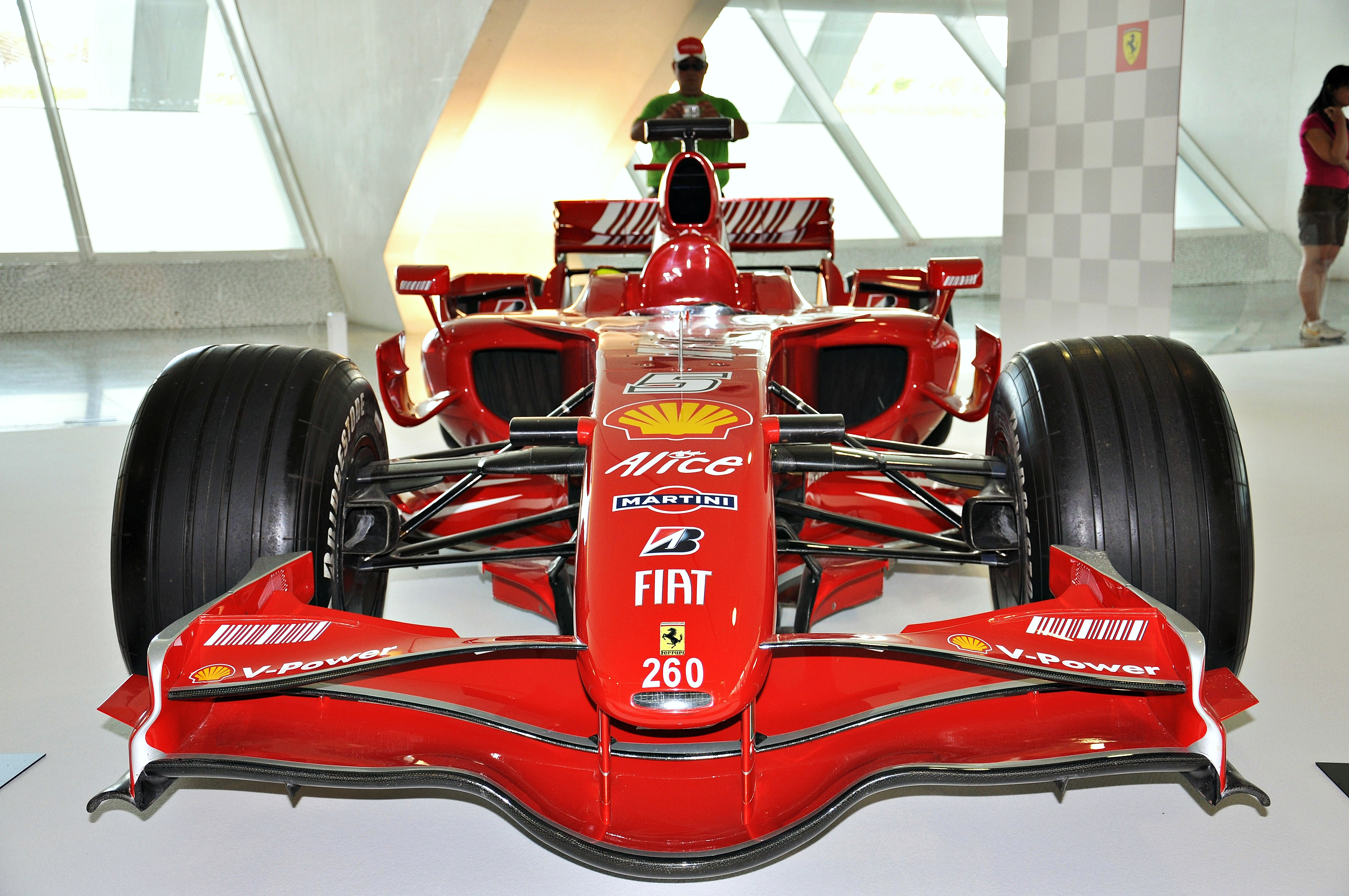
2007年的法拉利F2007赛车

2007年一级方程式间谍争议，又称F1间谍门，是关于一级方程式车队机密信息泄露的一系列争议事件。此事件发生于2007赛季，主要涉及迈凯伦、法拉利、雷诺三支车队。
此事件最初由法拉利车队提出的盗窃技术信息的指控引发，指控的对象是法拉利车队前雇员奈杰尔·斯特普尼、迈凯伦车队高级工程师迈克·考夫兰及其妻子特鲁迪·考夫兰。国际汽联以及意大利检察院对此进行了调查。在与考夫兰夫妇达成协议后，法拉利车队放弃对其诉讼。
2007年7月26日，国际汽联针对此事件举行了第一次听证会，但没有对迈凯伦车队作出任何处罚。在9月13日举行的第二次听证会上，国际汽联根据已知的证据对迈凯伦车队作出了处罚。迈凯伦车队被取消2007赛季的积分和名次，并被处以1亿美元的巨额罚款。另根据迈凯伦车队提供的信息，雷诺车队被发现掌握了一些关于2006年和2007年迈凯伦赛车的资料，因此国际汽联在2007年11月对雷诺提出了指控并进行了调查。2007年12月6日，国际汽联再次举行听证会，判决雷诺车队违规，但未对其作出处罚。

## 背景
奈杰尔·斯特普尼是20世纪末至21世纪初的法拉利“梦之队”的成员，与迈克尔·舒马赫、让·托德、罗斯·布朗和罗里·伯恩一起被视为在20世纪90年代末改变法拉利命运的功臣。2006年下半年，罗斯·布朗离开法拉利车队，并引发了法拉利一系列的人员变动。2007年2月，斯特普尼公开表达了对车队人事变动的不满：
|  | 我目前对车队内部的情况不满意，正在考虑离开法拉利一年。我真的很想在职业生涯中取得进展，但现在看来这并没有实现。理想情况下，我想留在法拉利车队，并进入一个全新的环境；但如果在其他车队有机会，我也一定会考虑。 |

当月晚些时候，法拉利宣布了车队的又一项人事变动：斯特普尼被任命为车队性能开发主管。法拉利车队在声明中说：“在F1赛道上工作多年，并已效力法拉利车队13年之后，奈杰尔·斯特普尼在公司的批准下，选择了一个不同的岗位，他将不必再参加比赛。”

## 事件详情

### 针对斯特普尼的指控

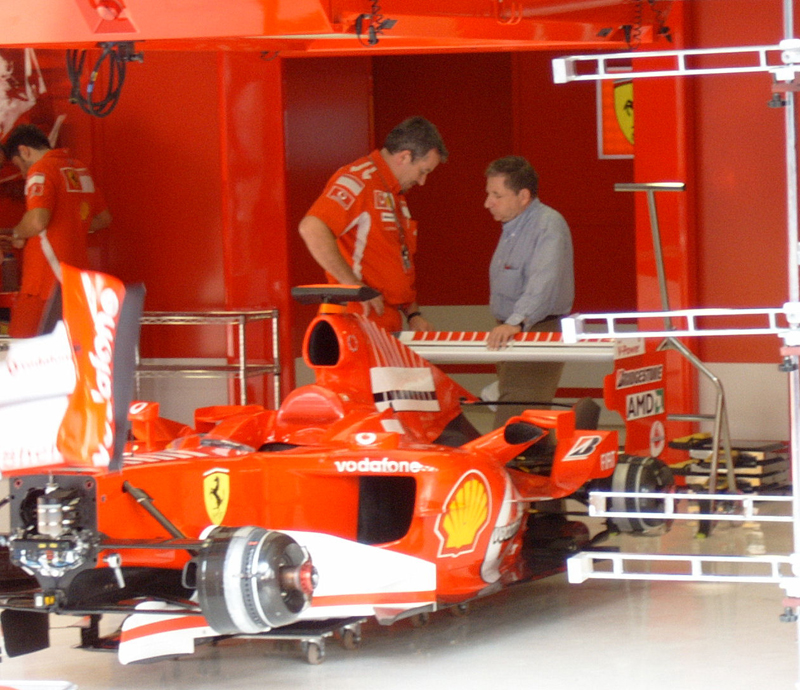
奈杰尔·斯特普尼（左）和让·托德于2005年意大利大奖赛期间在法拉利车队维修站

在2007年美国大奖赛期间，法拉利车队对斯特普尼提出了正式投诉，随后意大利摩德纳地区检察院针对此事开始了刑事调查。2007年7月3日，《米兰体育报》报道，法拉利已经完成了内部调查，并因此解雇了斯特普尼。同时，法拉利的发言人表示，法拉利对斯特普尼的行动与“摩纳哥大奖赛之前在法拉利工厂发现的违规行为”有关。

### 针对考夫兰的指控
在宣布解雇斯特普尼的当天，法拉利车队还宣布对迈凯伦车队的一名工程师采取了行动。后经证实，此人为迈克·考夫兰。考夫兰也因此被迈凯伦车队停职。
法拉利车队在一份新闻稿中说：
|  | 法拉利宣布，车队最近向摩德纳地方法院提交了针对奈杰尔·斯特普尼和沃达丰迈凯伦-梅赛德斯车队的一名工程师的案件，涉及盗窃技术信息。此外，车队在英国已经展开了法律行动，并对该工程师发出了搜查令。这些行动得到了积极的结果。 |

媒体分析称，此搜查令与考夫兰的家有关；而“积极的结果”指的是一些来自法拉利马拉内罗工厂的文件。
2007年7月10日，法院开庭审理此案，并休庭至次日，以便迈克·考夫兰提交宣誓书。迈克·考夫兰被法拉利指控拥有780页法拉利车队文件，而他的妻子被指控将这些文件带到沃金附近的一家复印店。复印店的一名员工发现这些文件属于法拉利公司，并且是保密的，于是在复印文件后决定与法拉利车队的意大利总部联系。直到收到复印店员工的提醒，法拉利才意识到他们的技术资料已被盗。
由于担心宣誓书被法拉利用于在意大利法院中对付自己，考夫兰没有提交宣誓书。而在2007年7月10日晚，法拉利与考夫兰夫妇达成了一项协议，根据该协议，法拉利放弃其在高等法院的诉讼，以换取考夫兰夫妇全面披露他们已知的关于此案的所有信息，并承诺保持合作。
2007年7月16日，迈凯伦车队宣布，其内部调查显示，“除了被法拉利起诉的个人之外，任何迈凯伦员工均未拥有或曾经拥有任何法拉利车队的资料或数据。在7月3日之前，车队中的任何其他成员都不知道他在家中持有法拉利主动提供的资料这一事实”。

### 对雷诺车队的指控
2007年11月8日，国际汽联宣布，国际汽联世界汽车运动理事会将传唤雷诺车队，让其回应与拥有2006和2007年迈凯伦F1赛车机密信息相关的指控。国际汽联在声明中说，雷诺被发现拥有的信息“包括但不限于迈凯伦F1赛车的布局和关键尺寸、燃料系统、齿轮组件、油冷却系统、液压控制系统，以及2006年和2007年迈凯伦赛车使用的一种新型悬挂组件的细节”。听证会的日期定于2007年12月6日。据时任国际汽联主席马克斯·莫斯利称，间谍指控是围绕着一位从迈凯伦转会到雷诺的员工菲利普·麦克雷思（Philip Mackereth）展开的。

### 国际汽联调查

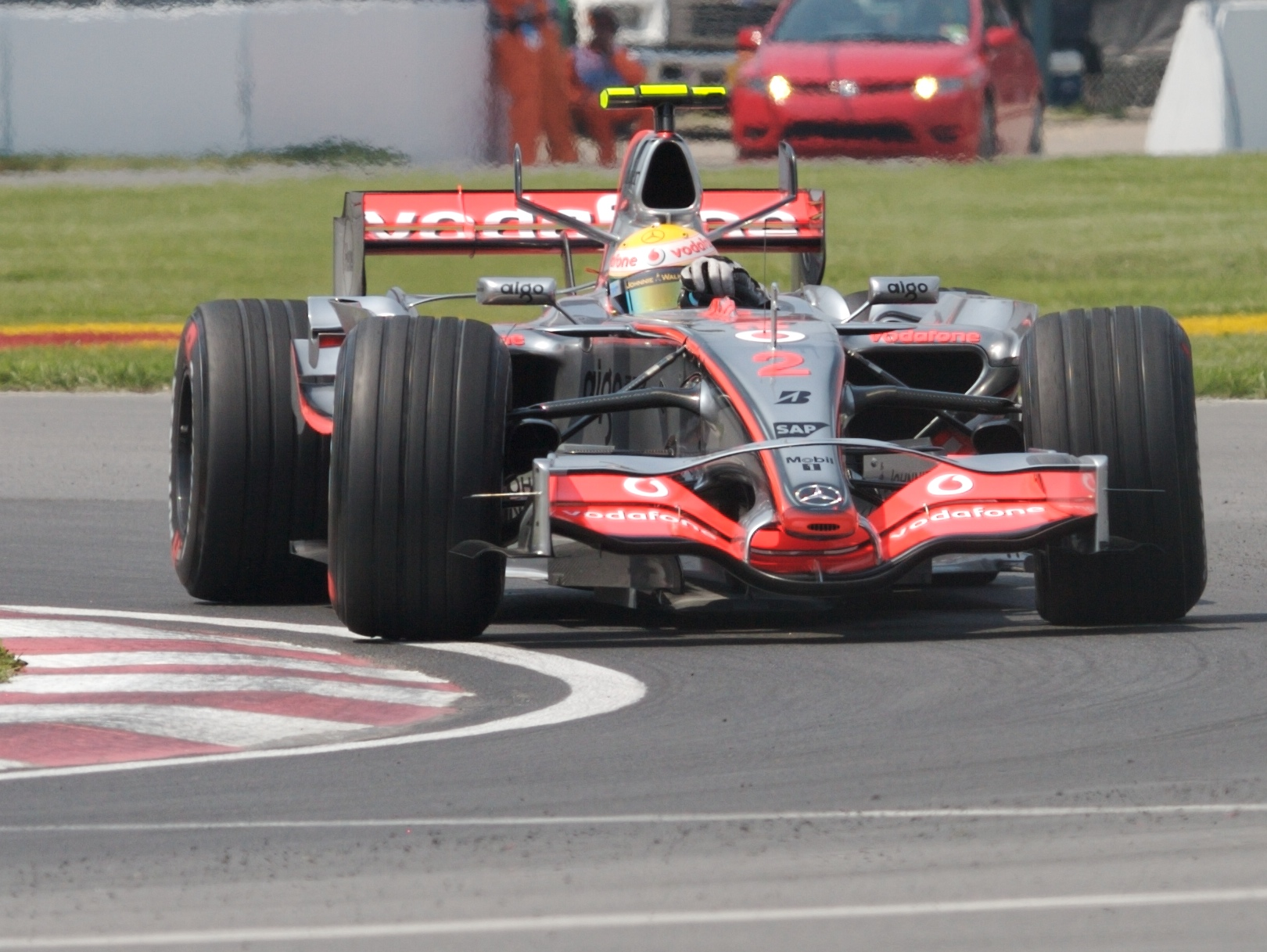
2007年的迈凯伦迈凯伦MP4-22赛车

2007年7月4日，迈凯伦宣布已调查此事件，并得出结论：“任何法拉利的知识产权都没有被发给车队的任何其他成员，或被用在（迈凯伦）赛车上”。车队还邀请国际汽联检查其赛车以确认此事：“为了解决一些猜测，迈凯伦邀请国际汽联对赛车进行全面审查，以确认车队没有从其他竞争对手的任何知识产权中获利。”自从考夫兰卷入此案，迈凯伦向国际汽联提供了全套图纸和开发文件，详细说明了自4月底事件发生以来，车队对赛车底盘所做的所有升级。
7月12日，国际汽联宣布传唤迈凯伦参加国际汽联世界汽车运动理事会的特别会议，以回应关于违反《国际运动准则》第151条C款的指控。7月26日的听证会上，国际汽联发现迈凯伦掌握了法拉利的机密资料，因此违反了《国际运动准则》，但由于没有证据表明迈凯伦利用了这些资料，因此并未作出处罚。但如果在此后发现任何相关证据，国际汽联保留重新召开会议的权利。
法拉利车队对此十分愤怒，并称这一决定“不可理解”（furious）；而迈凯伦车队表示：“国际汽联已经作出了一致的决定，在迈凯伦看来，这是非常平衡且公平的。”此案被提交给国际汽联国际上诉法院，听证会定于9月13日举行。
8月1日，罗恩·丹尼斯在给意大利赛车运动管理机构主席路易吉·马卡鲁索（Luigi Macaluso）的公开信中，指责法拉利对事件进行了虚假和不诚实的描述，并进一步表示法拉利赢得2007年澳大利亚大奖赛的赛车是不合规的。信中说迈凯伦从奈杰尔·斯特普尼那里获知了不合规的底板装置，并将此次接触视作“吹哨”（whistle-blowing）行为。而迈凯伦车队坚持认为，在这次事件之后，迈凯伦车队总经理乔纳森·尼尔已指示考夫兰停止与斯特普尼的接触。迈凯伦指责法拉利试图将此次迈凯伦知道的“吹哨”行为与迈凯伦不知道的考夫兰拥有780页法拉利资料相混淆。
2007年匈牙利大奖赛对迈凯伦来说极富争议：由于刘易斯·汉密尔顿未遵守车队指令给费尔南多·阿隆索让车，阿隆索在排位赛期间将汉密尔顿挡在了维修区，使得汉密尔顿未作出最后一圈成绩。随后的电视转播画面暴露了迈凯伦车队内部的不和：罗恩·丹尼斯在阿隆索驶出维修站时愤怒地扔掉耳机，还被拍到在排位赛结束后与阿隆索的训练师严肃地谈话。在比赛日（8月5日）的早上，阿隆索在他的房车里见到了罗恩·丹尼斯，据称阿隆索威胁要将他与迈凯伦试车手佩德罗·德拉罗萨和考夫兰的邮件往来记录发给国际汽联。据马克斯·莫斯利说，罗恩·丹尼斯将此次谈话告诉了他，并告诉他这种威胁是空穴来风。
9月5日，国际汽联宣布收到有关该案的新证据，并将于9月13日重新开始调查。这取代了原定的上诉听证会。后经证实，新的证据是车手发给伯尼·埃克莱斯顿的电子邮件，后者随后通知了国际汽联。国际汽联要求迈凯伦三名车手（阿隆索、汉密尔顿和德拉罗萨）提供相关证据，以帮助国际汽联进一步调查。作为回报，国际汽联保证车手所提供的任何信息都不会导致根据《国际运动准则》或《一级方程式赛车条例》对车手个人的诉讼。但国际汽联同时也告知车手，如果后来发现他们隐瞒了任何潜在的相关信息，都可能会有严重的后果。
9月11日，迈凯伦向国际汽联提出了有关雷诺车队的问题。当时外界并不知道此会议是否与间谍案直接相关，但迈凯伦车队提出的一个关键论点是：如果迈凯伦有罪，那么其他车队也同样有罪。
9月13日，国际汽联在听证会上对迈凯伦非法收集和持有法拉利车队资料以获得欺诈性的体育优势进行了处罚。该处罚包括取消2007赛季迈凯伦的所有车队积分、创纪录的1亿美元罚款，以及车队必须将其2008赛季的赛车底盘交给国际汽联审查。而由于国际汽联此前与车手达成的协议，费尔南多·阿隆索和刘易斯·汉密尔顿的车手积分不会受到影响，两人可以继续正常参赛。迈凯伦车队没有被禁赛，但车手获得的所有积分只能计入车手积分而不能计入车队积分。在本赛季剩余的比赛中，如果迈凯伦车手获胜，除了车手之外，迈凯伦车队的代表都不允许登上领奖台。
12月6日，国际汽联在另一场世界汽车运动理事会的听证会上认定雷诺车队违反了《国际运动准则》第151条C款，但未作出处罚。
12月13日，迈凯伦车队发布了一份新闻稿，详细说明了车队首席运营官马丁·惠特马什致国际汽联的一封信。信中写道，迈凯伦车队承认，车队的一些员工可以接触到法拉利的技术资料，并对车队在国际汽联的干预下才发现此事表示道歉。同日，国际汽联发布了一份新闻稿，表示“国际汽联主席将要求世界汽车运动理事会成员同意取消原定于2008年2月14日举行的听证会，并为了这项运动的利益，认定此事件已经结束”。
2009年2月23日，在意大利针对迈凯伦员工的法律诉讼被撤销，但迈克·考夫兰须为此支付18万欧元，而迈凯伦的另外三名员工帕迪·洛维、乔纳森·尼尔和罗布·泰勒（Rob Taylor）须支付15万欧元。